# 레벨 1이지만 유니크 스킬로 최강입니다
레벨 1이지만, 유니크 스킬로 최강입니다(レベル1だけどユニークスキルで最強です)는 미키 나즈나(작가), 스바치(일러스트)가 원작한 일본의 라이트 노벨 소설 작품이다.